# Ḩājjī Panīrlū
Ḩājjī Panīrlū (persiska: حاجّی پيرلو, حاجّی پنیرلو, Ḩājjī Pīrlū) är en ort i Iran.   Den ligger i provinsen Västazarbaijan, i den nordvästra delen av landet, 600 km väster om huvudstaden Teheran. Ḩājjī Panīrlū ligger 1 287 meter över havet och antalet invånare är 127.
Terrängen runt Ḩājjī Panīrlū är huvudsakligen platt, men norrut är den kuperad.Runt Ḩājjī Panīrlū är det ganska tätbefolkat, med 185 invånare per kvadratkilometer. Närmaste större samhälle är Urmia, 11,7 km väster om Ḩājjī Panīrlū. Trakten runt Ḩājjī Panīrlū består till största delen av jordbruksmark.